# Siatkoblaszkowate
Siatkoblaszkowate (Gomphaceae Donk) – rodzina grzybów należąca do rzędu siatkoblaszkowców (Gomphales). Polską nazwę rodziny podał Władysław Wojewoda w swojej pracy z 2003 r. Dawniej rodzina ta nosiła nazwę siatkolistkowate.

## Charakterystyka
Grzyby o rozpostartym lub kapeluszowatym owocniku, składającym się z kapelusza i trzonu. Hymenofor ma postać grubych fałdów, nieco przypominających blaszki, lub jest gładki. Zarodniki żółtawe, brodawkowane.

## Systematyka
Pozycja w klasyfikacji według Index Fungorum: Gomphales, Phallomycetidae, Agaricomycetes, Agaricomycotina, Basidiomycota, Fungi.
Według CABI databases bazującej na Dictionary of the Fungi do rodziny tej należą rodzaje:
- Araeocoryne Corner 1950
- Ceratellopsis Konrad & Maubl. 1937
- Delentaria Corner 1970,
- Destuntzia Fogel & Trappe 1985
- Gautieria Vittad. 1831 – wnętrznica
- Gloeocantharellus Singer 1945
- Gomphus Pers. 1797 – siatkoblaszek
- Phaeoclavulina Brinkmann 1897
- Protogautieria A.H. Sm. 1965
- Pseudogomphus R. Heim 1970
- Ramaria Fr. ex Bonord. 1851 – koralówka
- Ramaricium J. Erikss. 1954 – koralowniczek
- Terenodon Maas Geest. 1971[2].

Polskie nazwy na podstawie pracy Władysława Wojewody z 2003 r.